# Settimana santa in Sardegna

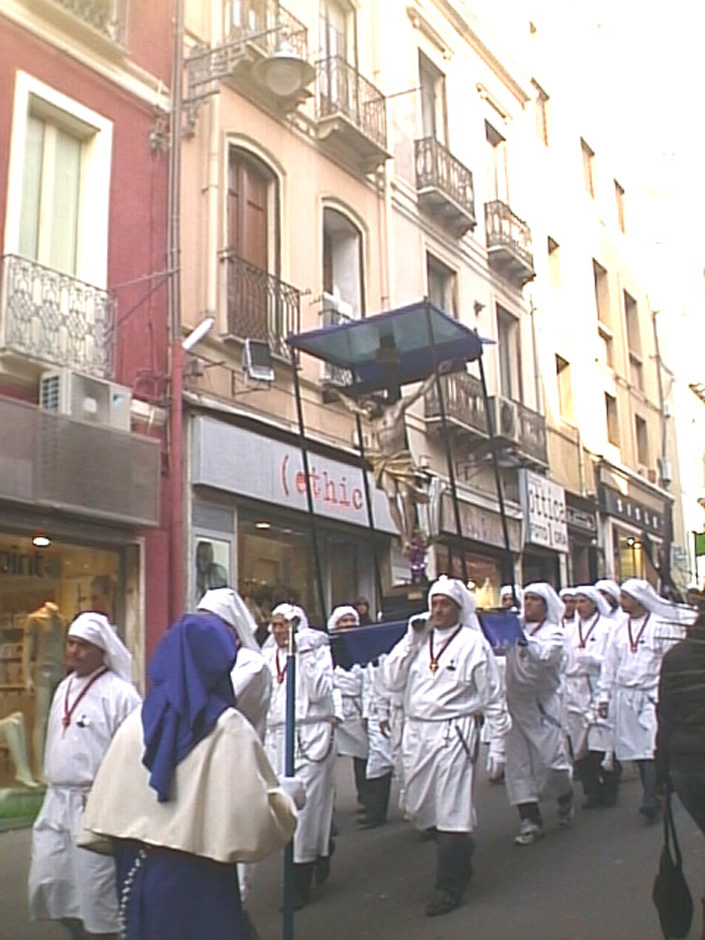
Settimana Santa a Cagliari: Processione dei Misteri

I riti della Settimana Santa sono l'insieme delle manifestazioni religiose organizzate in diversi luoghi della Sardegna ad opera delle locali confraternite in occasione della Pasqua.
Questi antichi riti, di grande richiamo turistico, vogliono rappresentare i momenti più significativi della vita di Gesù Cristo, descritti nei Vangeli, dal suo arresto da parte dei romani alla Resurrezione, affiancandosi alle celebrazioni ufficiali della Settimana Santa.

## Riti principali
Tra i riti della Settimana Santa (Chida, Cida o Chedda Santa in lingua sarda) organizzati dalle varie confraternite, ve ne sono alcuni che si svolgono senza molte differenze nelle diverse località. Tra queste vi sono la processione delle Palme (sas Prammas, Domenica delle Palme), l'allestimento dei cosiddetti "Sepolcri" (sos Sepurcros) all'interno delle chiese, addobbati con su nennere (per l'adorazione del Giovedì santo, dopo la messa in Coena Domini), la processione del Cristo morto (Chenabura o Cenabura Santa, Venerdì Santo) e la processione de s'Incontru, la mattina di Pasqua.
Altri riti si svolgono in giorni diversi a seconda della città in cui hanno luogo o della confraternita che li organizza; tra queste la processione dei Misterios o Misterius (statue o simboli che richiamano i misteri della passione di Cristo) e il tradizionale Iscravamentu (letteralmente schiodamento, si tratta della rappresentazione della deposizione di Cristo dalla croce, attuata con un crocifisso dagli arti mobili che viene realmente tolto dalla croce e deposto su una lettiga per essere portato in processione o esposto all'adorazione dei fedeli) che a seconda del luogo può tenersi il giovedì, il venerdì o il sabato.

## La Settimana Santa nelle varie località
La Settimana Santa viene commemorata in tutte le località della Sardegna, ma le celebrazioni più ricche e spettacolari, oltre che più pubblicizzate, sono a Cagliari, Alghero, Iglesias, Castelsardo e Cuglieri. Degne di nota sono anche i riti e le processioni che si svolgono a Bolotana, Oristano, Milis, Villacidro, Bosa, Bortigali, Sassari, Mamoiada, Oliena, Orosei, Ossi, Ottana, Desulo, Sarule, Bortigali, Santulussurgiu, Aidomaggiore, Scano di Montiferro, Domusnovas, Sorso, Aggius e nei dintorni del Goceano.

## Aggius
In Gallura, solo Aggius ha conservato uno degli eventi più partecipati e sentiti dai suoi abitanti: le secolari tradizioni dei riti della Settimana Santa.
La Settimana Santa è un susseguirsi di cerimonie liturgiche al chiuso delle chiese o all’aperto sui sagrati, e di processioni nella suggestiva oscurità della sera per le viuzze del paese. Le processioni e i riti, sono accompagnati dal canto salmodiante delle Confraternite e dei cori tradizionali più preparati del momento.

### Domenica delle Palme
Benedizione delle palme e degli ulivi sul sagrato della chiesa del SS. Rosario organizzata dalle Confraternite con la partecipazione dei tradizionali cori aggesi, processione con palme e rami di ulivo, Messa Solenne cantata nella tradizione aggese all’interno della parrocchiale di Santa Vittoria. Canti: Sul sagrato, Osanna filium David - Pueri ebreorum - Gloria Laus et Onor; Messa: Credo - Sanctus - Agnus Dei.

### Mercoledì Santo
Tradizionale Via Crucis con fiaccolata per le vie del centro storico, ed esecuzione degli antichi canti a Tasgia risalenti alla tradizione bizantino orientale del “III°- IV° secolo” nelle “stazioni” allestite presso le chiesette del paese. Canti alternati nelle stazioni: Miserere Solenne - Stabat Mater - Miserere Processionale.

### Giovedì Santo
Messa in Coena Domini e lavanda dei piedi, presso la Chiesa Parrocchiale di Santa Vittoria.

### Venerdì Santo
Riti antichi del Venerdì Santo, processione e visita ai sepolcri per le vie del centro storico con i simulacri della Vergine Addolorata e del Cristo Crocifisso, di tradizione spagnola, con la partecipazione delle Confraternite e dei penitenti incappucciati nel tipico saio bianco, accompagnate da arcaiche e struggenti melodie dei cori aggesi, “Sgraamentu” (deposizione del Cristo dalla croce) e sepoltura. Canti: Epistola - Passio - Ecce lignum Crucis - Vexilla Regis - o Crux - Popule meo - Stabat Mater - Miserere Solenne - Tibi soli peccavi.

### Sabato Santo
Veglia Pasquale, con benedizione del fuoco nuovo e accensione del cero pasquale, nel sagrato della chiesa Parrocchiale di Santa Vittoria.

### Domenica di Pasqua
Pasqua, “Intoppu” (incontro del Cristo Risorto e della Madonna) nella piazzetta del paese, a cura delle Confraternite, dei cori e della Banda musicale. Canto del Regina Coeli. Messa Solenne cantata dai Cori di Aggius. Kyrie - Gloria - Credo - Sanctus - Agnus Dei.

### Domenica in Albis
Santa Messa, e accompagnamento processionale, nei rispettivi oratori, dei simulacri del Cristo Risorto e della Vergine del Rosario. Canto del Regina Coeli.

## Alghero
La Settimana Santa ad Alghero è curata dalla confraternita della Misericordia, custode nella sua chiesa del prezioso Sancristus, la statua Lignea del Cristo, snodabile, che si dice essere giunta in condizioni miracolose e anticamente utilizzata nel venerdì Santo.
Oggi è sostituita da una copia per il divieto del Ministero dei Beni Culturali di esporre per i riti l'originale.

### Riti precedenti la Settimana Santa
Una settimana prima della settimana di Pasqua vengono compiuti una serie di riti religiosi che culminano con la Processò de Nostra Senyora dels set dolors, organizzata dalla chiesa di San Francesco. È detta Processò de les dames perché pare fosse organizzata dalle nobildonne algheresi. Al termine della processione che la vede in giro per le vie del centro storico vengono ricordati i sette dolori della Madonna: Profezia di Simeone, Gesù Prigioniero, Fuga dall'Egitto, Gesù che porta la croce, Gesù in Agonia, Gesù trafitto, Gesù sepolto.

### Domenica delle Palme
La domenica delle Palme segue in tutte le parrocchie la normale liturgia. Nella chiesa della Misericordia, sede dell'omonima confraternita, si celebra il pomeriggio anche una piccola processione dei confratelli al termine del quale viene preparato il Sancristus e sistemato sulla croce.
Questa operazione è effettuata da cinque confratelli aiutati da quattro Varons: due di questi rappresenteranno, il venerdì Santo, vestiti con antichi costumi spagnoleggianti, Giuseppe di Arimatea e Nicodemo.

### Martedì Santo
I Misteri delle Settimana Santa algherese sono custoditi nella Chiesa di San Francesco e furono portati qui dalla estinta confraternita dell'Orazione e Morte.
La sequenza è quella classica, cambiano soltanto composizione, fattura e nomenclatura.
La prima statua è Gesù inginocchiato nell'orto (Jesus engenollat), segue Gesù flagellato (Jesus lligat a una colonna), Gesù incoronato di spine (Jesucrist burlat) e Gesù che sale sul Golgota (Jesus amb la creu).
La Confraternita cura la processione e lista le proprie divise a lutto per l'occasione.

### Mercoledì Santo
Non vi sono particolari avvenimenti: è vestito segretamente a lutto il piccolo simulacro della Madonna che verrà portata in giro per i sepolcri, e inoltre si addobba l'altare di San Pasquale come luogo di adorazione del Santissimo Sacramento.

### Giovedì Santo
La mattina vengono benedetti i 3 oli (infermi, crismale e battesimale) mentre la sera viene celebrata la messa in Coena Domini dove vengono lavati i piedi degli Apostoli.
Successivamente viene inscenata la processione delle Celcas, dove le donne della confraternita si recano ai sepolcri allestiti nelle varie chiese della città, sempre in numero dispari.
Viene portato in cattedrale il Sancristus in croce e dopo il suo inalberamento gli viene deposto in testa la corona di spine.

### Venerdì Santo
Il giorno più sentito dagli algheresi nel corso dell'anno. Sin dal mattino fervono i preparativi per la grande processione. Le consorelle della Misericordia smontano i sepolcri e vestono San Giovanni e L'Addolorata che sfileranno in processione. Viene inoltre allestito il Bressol, il feretro in cui verrà collocato il Cristo deposto dalla Croce.
La sera, la cerimonia inizia nella cattedrale gremita di gente alla presenza delle autorità civili e militari. Ivi giungono dalla chiesa della Misericordia: Maria e San Giovanni, la confraternita e quelle ospiti. Inoltre vi sono 9 bambini che tengono un vassoio a testa, ove si trovano tre martelli, tre tenaglie e due fasce. Il nono vassoio è vuoto e servirà a contenere i chiodi.
Martelli e tenaglie servono per togliere i chiodi da mani e piedi del Cristo, le fasce servono per sorreggerlo.
Dopo un'ora di predica, l'oratore guida le operazioni di discendimento (Desclavament) che verranno effettuate dai Varons. Il loro ruolo termina con la deposizione del Cristo nel bressol che verrà poi consegnato alla Misericordia.
Da questo momento inizia il ricco corteo che si snoderà per le vie della città fino a ritornare verso la mezzanotte in cattedrale dove il Cristo sarà deposto nel suo sepolcro in un feretro di legno.
Vista la natura terziaria di Alghero, il rito richiama molti turisti specialmente stranieri.

### Sabato Santo
Il sabato mattina, in forma privata, la statua della Madonna è portata nella chiesa di San Francesco da dove partirà per l'incontro della domenica.
A mezzanotte, dopo la benedizione dell'acqua e del fuoco, si celebra la messa di resurrezione e vengono sciolte le campane.

### Domenica di Pasqua
Prima della messa solenne celebrata in dialetto algherese in centro storico si celebra l'incontro tra la Madonna che parte da San Francesco con un corteo femminile e il Cristo Risorto che parte con un corteo maschile dalla cattedrale.

## Bolotana
La Settimana Santa
Ancor prima dei riti pasquali propriamente detti, ogni venerdì, a
partire da quello successivo del giorno delle Sacre Ceneri e fino a quello
precedente della Domenica delle Palme, viene svolta, lungo le vie del centro
storico su un percorso di circa 1,5 km, la Via Crucis con la statua lignea del
Cristo accompagnata in preghiera dai confratelli e da numerosi fedeli che si
raccolgono in preghiera nelle 14 postazioni simboleggianti il cammino del
Cristo.
Durante la settimana che precede la Domenica delle Palme vengono
preparate le palme intrecciate e mazzetti di ulivo che vengono poi benedette
durante apposita funzione religiosa e
portate in breve e suggestiva processione attorno alla parrocchia dedicata a S.
Pietro con la commossa partecipazione dei fedeli ed accompagnata dai
confratelli e successiva messa cantata.
I riti della Settimana Santa di Bolotana, organizzati dal sacerdote
e dai confratelli della Santa Croce, delle Anime, del Rosario e dell'Addolorata,
proseguono con il triduo pasquale, ossia la passione, la morte e la
risurrezione di Cristo, e si conclude il periodo penitenziale, nel quale i
cristiani si preparano a celebrare il più grande mistero del patto della nuova
alleanza di Dio con la comunità.
Il Giovedì Santo il sacerdote, durante la santa
messa, impersona Gesù che lavò i piedi (lavanda dei piedi) ai dodici discepoli
interpretati dai priori e sotto priori delle quattro confraternite.
Il venerdì mattina viene eseguita, a passo spedito, la
caratteristica e silenziosa processione detta “Sas Chircas”, all'interno del
centro storico, con i simulacri di Maddalena, Veronica e Maria e portate in
spalla dai confratelli con la partecipazione di numerosi fedeli.
Questa precessione sta a significare la ricerca del Cristo. Verso
le 12 si prosegue con il cerimoniale detto “S'Incravamentu” (la crocefissione)
del Cristo; si continua nel pomeriggio con l'Adorazione del Cristo in Croce.
Nel tardo pomeriggio il rito detto “S'Iscravamentu” (deposizione
del Cristo dalla Croce); questo rituale è un susseguirsi di gesti ed atti tramandati
da epoca remota, in pratica sia i
confratelli che lo stesso parroco hanno
precisi compiti durante tutta la cerimonia.
La Croce è issata al centro del Presbiterio, alla destra della
Croce la statua della Madonna Addolorata con il viso rivolto verso il Cristo,
in attesa della sua deposizione.
La deposizione desta
effettiva commozione soprattutto quando i due confratelli, vestititi da
tradizionali costumi ed impersonando Nicodemo e Giuseppe d'Arimatea, si
accingono a salire le scale per la deposizione.
Rimane particolarmente toccante lo scandire dei colpi di martello
nel momento della rimozioni dei chiodi. La croce è al centro dello spazio
antistante l'altare maggiore, nei pressi i priori a cui vengono assegnati
specifici compiti, le prioresse preparano e addobbano la lettiga lignea sulla
quale viene poi adagiato il Cristo per essere poi portato in precessione con la
partecipazione di numerosi confratelli oltre a quelli stabiliti per le
manifestazioni della settimana santa e accompagnata da canti religiosi eseguiti
dal coro con il sottofondo del suono delle “tracculas” che sostituiscono, da
questo momento, il suono delle campane fino al giorno della Risurrezione.
Al rientro, a tutti i partecipanti, vengono distribuite le candele
benedette per proseguire, subito dopo, con l'adorazione del Cristo nel Santo
Sepolcro, adornato da numerosi “Nennere”, fino a tarda notte.
Domenica di Pasqua Nella mattinata della viene
rappresentato “S'Incontru”, cioè l'incontro fra i simulacri de Cristo Risorto e la Madre Maria. Il cerimoniale viene effettuato nella principale piazza del paese a pochi metri dalla parrocchia; da questa parte una prima processione, lungo un breve percorso all'interno del paese, con il Cristo accompagnato da diversi fedeli e dalle Confraternite della Santa Croce e delle Anime; giunti in prossimità della
piazza dalla parrocchia parte una seconda processione con il simulacro della Madonna con il capo coperto da un velo nero e accompagnata anch'essa dalle Confraternite del Rosario e dell'Addolorata; ambedue le processioni si incontrano nel mezzo della piazza fra ali di fedeli e curiosi, le statue vengono portate e avvicinate frontalmente, a quel punto viene sollevato il copricapo nero della Madonna, con i simulacri in spalla vengono eseguiti tre inchini, contemporaneamente si spara a slave in segno di gloria, le campane vengono suonate a festa mentre i confratelli lanciano caramelle e monete in segno di festosità per la gioia de bambini. La cerimonia si conclude in chiesa ove viene celebrata la solenne santa messa.

## Bortigali
Il susseguirsi delle cerimonie della Settimana Santa è in parte quello di tanti altri paesi della Sardegna, ed anche a Bortigali la presenza viva e partecipe delle Confraternite (Cunfrarias) dà a questo periodo i connotati di autenticità e di continuità nella tradizione. Ciò che colpisce maggiormente, infatti, oltre alla suggestione di cerimonie quali 'S'Iscravamentu' o 'S'Incontru', sono quei momenti, meno appariscenti perché avvengono quasi in privato, in cui si svolgono gli atti preparatori e quelli “secondari”, molto sentiti, e che si tramandano più o meno allo stesso modo fin da quando, nel periodo spagnolo, sono iniziati in Sardegna i riti della Settimana Santa. Da qualche anno poi, grazie all'impegno dell'Associazione Culturale 'Sas Enas', sono state riprese alcune di quelle tradizioni legate ai canti che in qualche modo si erano dimenticate.

### Riti precedenti la Settimana Santa
Qualche settimana precedente la Domenica delle Palme, i confratelli dell'Oratorio di turno effettuano la raccolta delle stesse, che vengono depositate in un luogo buio al fine di conservarle fresche e poi lavorate da mani esperte per essere distribuite ai fedeli. Nello stesso periodo si preparano dei "medaglioni" di cera del colore della relativa Confraternita, con le figure del cuore, della croce, ecc. Gli stampi, molto antichi, usati per la preparazione dei medaglioni, sono di ardesia. Nel frattempo, a casa di Priori e Prioresse, si preparano le tilicas, dolci tipici che si distribuiscono il Mercoledì Santo a parenti ed amici.

### Domenica delle Palme
La Domenica, sempre nell'Oratorio di turno, si procede alla benedizione e alla distribuzione di palme e medaglioni a tutti i fedeli, poi si va in processione alla Parrocchia, dove in pratica, con la Messa solenne, iniziano le cerimonie della Settimana Santa.

### Giovedì Santo
Il Giovedì, nel pomeriggio, le Confraternite si recano alla Messa in coena domini con le insegne di gloria, cioè con tutti i simboli rappresentativi: due bastoni sormontati da una croce (sos bàculos o rughittas), un crocifisso ricoperto da un drappo (su Cristos), due lanterne (sos lampiones), i ceri (sas azzas). Durante la messa si fa la lavanda dei piedi, alla quale partecipano quattro confratelli di ogni Oratorio, su invito del Priore. Per la funzione si usano un catino, un asciugamano di lino, una brocca e un ramo di issopo; quest'ultimo viene raccolto dai confratelli nelle campagne circostanti il paese (una leggenda vorrebbe la pianta benedetta ancor prima di essere colta, poiché un Angelo la saluta sette volte al giorno). Il Parroco passa il mazzetto d'issopo sul piede destro del confratello, l'asciuga e lo bacia. Alla fine della funzione il Santissimo è portato in processione al cosiddetto "Sepolcro" (in realtà un altare per l'esposizione dell'ostensorio), preparato la mattina dalla Prioressa della Parrocchia nella cappella del Crocifisso: tra gli altri addobbi spiccano i piatti con su nìnniri  (germogli di grano fatti crescere al buio su cotone e acqua) e sas làmpadas (calici riempiti d'olio, con uno stoppino sorretto da una mariposa di sughero). Le campane, legate in segno di lutto, per essere sciolte solo il sabato al canto del Gloria, sono nel frattempo sostituite dalla matràccula.

### Venerdì Santo

#### - Sas Chircas
Il Venerdì, di solito alle 8 del mattino, i confratelli effettuano il rito di Sas Chircas, una intima e suggestiva processione che fa il giro dei tre Oratori. Vanno col fazzoletto in testa in segno di lutto (usanza che si ripete solamente per le cerimonie del Venerdì Santo e in occasione della morte di un confratello o del Parroco). La Confraternita delle Anime porta l'effigie della Maddalena (con la veste marrone) la croce nera e i ceri; quella del Rosario la Madonna Addolorata (con la veste nera), la croce nera e i ceri; quella di Santa Croce il cosiddetto Ziomo (traduzione di Ecce Homo; in realtà un Cristo con la croce sulle spalle), la croce nera e i ceri. Partono dal Sepolcro e vanno, recitando di solito il Miserere, prima alla chiesa di Santa Croce, poi al Rosario, infine a S. Palmerio. Sas Chircas si concludono nella Chiesa Parrocchiale.

#### - S'Incravamentu
In mattinata la Confraternita di S. Croce si prepara per S'Incravamentu, sistemando al centro del presbiterio, in Parrocchia, la croce grande e le scale. Questa funzione inizia, di solito, alle 16: le confraternite degli Oratori delle Anime e del Rosario si recano in Parrocchia portando due ceri, vestite a lutto. La Confraternita di S. Croce porta il crocifisso (sorretto da tre confratelli, in posizione orizzontale e coperto con un manto viola), la croce nera e sas azzas. Durante la funzione il Parroco scopre il crocifisso e i confratelli procedono a sa laudadura, che consiste nel baciare la croce e la "reliquia della vera croce". Dopodiché la croce con Gesù crocifisso viene posizionata sulla croce grande preparata la mattina.

#### - S'Iscravamentu
All'imbrunire inizia la cerimonia di S'Iscravamentu. Arrivano per primi i confratelli delle Anime (recitando il Miserere, che viene anche cantato dal cuncordu sia all'uscita dall'Oratorio, che in chiesa prima della celebrazione; questo si ripete per ogni Confraternita), vestiti a lutto, con l'effigie della Maddalena e con i ceri. Arriva poi la Confraternita del Rosario, con l'effigie della Madonna Addolorata e due bambini vestiti da angioletti. Per ultima la Confraternita di S. Croce (che si sistema sull'altare in quanto svolge in prima persona il rito della deposizione), con la lettiga (sa lettèra) e due confratelli vestiti da giudei che impersonano Giuseppe d'Arimatea e Nicodemo (si dice che un tempo fossero i nobili ad avere l'onore di deporre Gesù dalla croce). Durante S'Iscravamentu gli angioletti sono fatti sedere su un tavolo ai piedi della croce; dopo che i confratelli (in uno dei momenti di maggior suggestione, che prevede tre colpi di martello sulla croce nel silenzio totale della chiesa) estraggono ciascun chiodo, lo baciano e lo mostrano ai fedeli, poi un angioletto viene sollevato per fare in modo che il chiodo possa essere depositato nel piatto (s'affuente) che tiene in mano; i chiodi si portano ai piedi dell'Addolorata, mentre la corona di spine viene posata sul suo capo. Dopo la deposizione, Gesù è mostrato ai fedeli e messo nella lettiga, ornata da piccole luci e da fresie bianche, mentre un cuncordu intona lo Stabat Mater. All'uscita dalla chiesa per la fiaccolata si canta invece S'Ottava Trista.

#### - La fiaccolata
Nelle strade dove passa la processione (accompagnata anche dallo strepito di matracculas e ranas portate dai chierichetti), porte e finestre sono addobbate con tappeti, coperte, fiori e lumicini. Si effettuano delle soste di preghiera negli angoli caratteristici del centro storico (i tre simulacri vengono poggiati su altarini improvvisati), durante le quali sos cuncordos intonano i tre canti. La processione si conclude nella chiesa di Santa Croce, dove tutti i fedeli possono laudare il Cristo.

### Sabato Santo

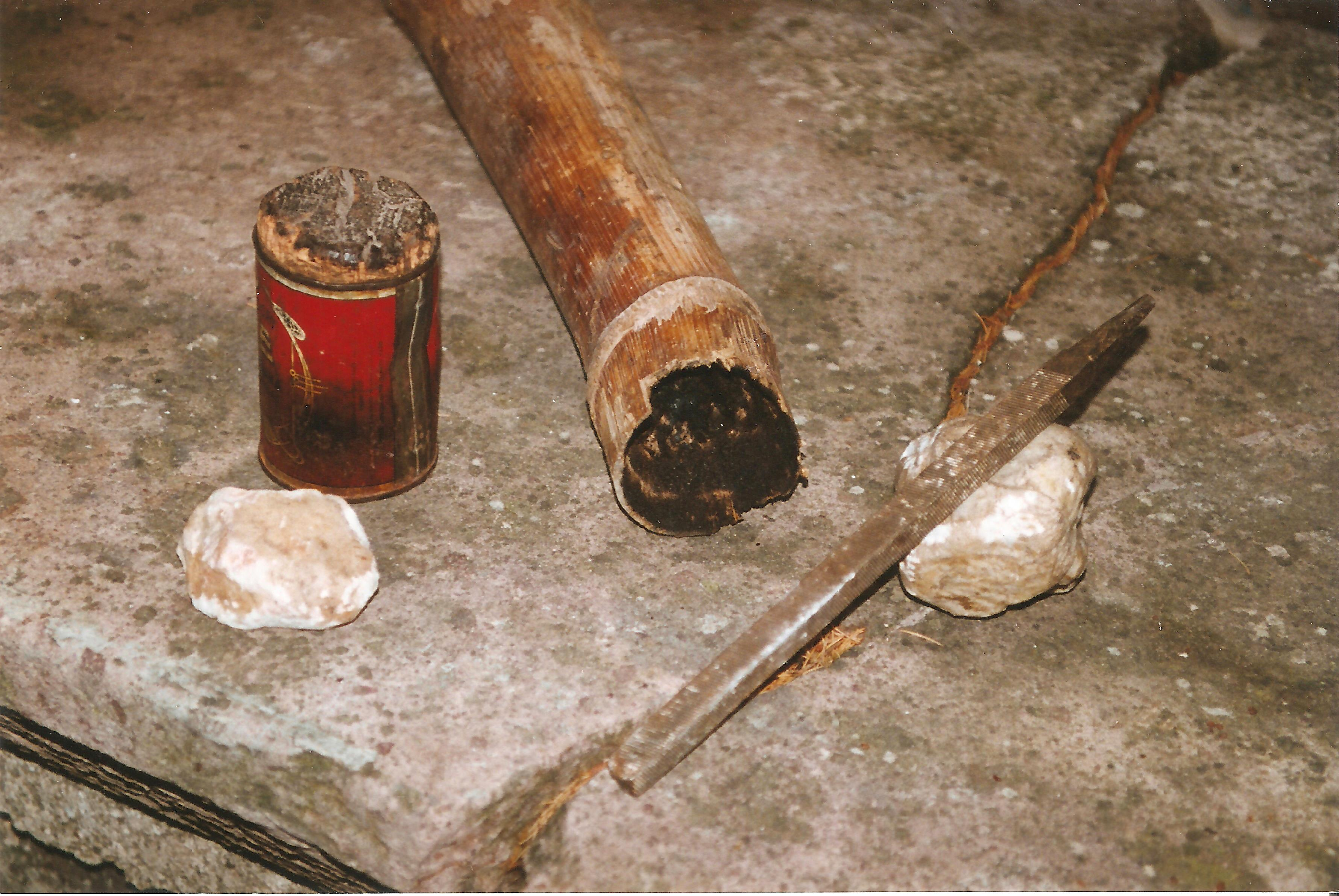
Attrezzatura per la preparazione di su fogu virgine.

A Bortigali si conserva il rito antichissimo dell’accensione del “primo fuoco” (con i suoi aspetti simbolici di calore, luce, vita). Incaricata del rito, che si svolge all’inizio in forma quasi “privata”, è la Confraternita delle Anime. In mattinata, nella chiesetta di San Palmerio, i confratelli provvedono alla preparazione dell’innesco (s’iscaccu) bruciando dei pezzi di ferula e conservandone la carbonella. Su fogu vìrgine (il fuoco vergine) viene acceso la sera all’interno della bussola d’ingresso alla chiesa parrocchiale, con un metodo ancestrale, sfregando un pezzo di acciaio su una pietra focaia. Da questa scaturiscono le scintille che accendono s’iscaccu posto a terra su un foglio di giornale. Questa prima fiammella alimenta poi una piccola catasta di legna sul sagrato.
La funzione vera e propria del Sabato Santo inizia, di solito alle 20:30, dopo che in parrocchia sono convenuti tutti i confratelli e i fedeli: un confratello delle Anime prende la croce d'argento, un altro il grande cero, quindi parroco e confratelli escono dalla chiesa al buio completo e si fermano davanti all'ingresso, dove il parroco benedice il fuoco. Un confratello delle Anime riempie il turibolo di brace e, con uno stoppino (su lughinzu) chiamato streghetta, accende dal fuoco una candela; candela che viene a sua volta utilizzata per accendere il cero pasquale; dopodiché il corteo rientra in Parrocchia, preceduto dalla croce e dal cero. All'ingresso della chiesa si inginocchiano e recitano una preghiera, quindi gli altri eventuali sacerdoti accendono le proprie candele dal cero pasquale e la processione prosegue all'interno. Al centro della chiesa le prioresse e i confratelli accendono le proprie candele dal cero pasquale; subito dopo vengono accese le candele dei fedeli. Si incensa il cero, poi inizia la funzione religiosa e al Gloria vengono suonate le campane (che, fin dalla sera del giovedì, erano state sostituite dalle matràculas). Infine c'è la benedizione dell'acqua santa, che è poi rimessa nelle acquasantiere (svuotate dal Giovedì Santo).

### Domenica di Pasqua
La domenica di Pasqua è il giorno della processione de S'Incontru. Le Confraternite delle Anime (con la Maddalena, vestita "di gloria" con l'abito rosso e coperta dal velo nero) e del Rosario (che porta la statua della Madonna - alla quale è stata nel frattempo sistemata una nuova testa con l'espressione gioiosa - vestita di celeste, col velo nero e accompagnata dagli angioletti) si recano nel piazzale della Parrocchia, con le loro insegne; il Parroco si unisce in processione e insieme vanno verso il punto dove avverrà l'incontro con la Confraternita di S. Croce (che reca la statua del Cristo Risorto). Si arriva all'incrocio del Corso con la Via Mazzini, dove avviene S'Incontru: vengono tolti i veli alle statue e si benedicono e incensano la croce, le statue stesse e tutti i fedeli presenti. Si torna quindi in chiesa per la messa solenne (un tempo la predica era tenuta da un “predicatore” esterno). Dopo la messa, Priori e Prioresse ricevono, attualmente nel proprio Oratorio, amici e parenti per su cumbidu (a base di dolci e bevande), degna conclusione in gloria di tutte le celebrazioni.

## Bosa
A Bosa la Settimana Santa, (in sardo Chida Santa) è densa di Riti e Celebrazioni.

### Venerdì di Passione
Il venerdì che precede la Settimana Santa è ormai un appuntamento annuale quello con la Sacra Rappresentazione vivente della Via Crucis. Attori e figuranti dopo mesi di prove mettono in scena un grande momento di preghiera, ripercorrendo nel centro storico le tappe delle ultime ore del Signore. In lingua sarda, la rappresentazione fa riflettere, emozionare e pregare dall'ultima cena fino alla deposizione dalla croce.

### Domenica delle Palme
La mattina della domenica che precede la Pasqua, la città di Bosa si riunisce nella chiesa Cattedrale dell'Immacolata dove vengono benedetti i rami di ulivo e le palme distribuiti in precedenza ai fedeli dai membri della Confraternita di Santa Croce. Dopo la benedizione si snoda la processione per tutta la città fino ad arrivare alla Piazza della Chiesa del Sacro Cuore dove viene celebrata la Santa Messa alla presenza dei fedeli tutti. Radicata nella città di Bosa è la tradizione dell'intreccio delle palme.

### Martedì Santo
Il martedì santo la città si prepara per la celebrazione de “Sos Misterios”. Dopo la messa, celebrata nella chiesa di Santa Croce, vengono portati in processione i simulacri seicenteschi in cartapesta che raffigurano rispettivamente: Gesù nell'orto, Gesù alla colonna, l’Ecce Homo e il Cristo carico della croce. Vengono poi portate in processione le immagini dell'Addolorata velata di nero e l'antico crocifisso cinquecentesco. La processione fa tappa in piazza Costituzione, alla chiesa del Rosario, alla chiesa del Carmine, in piazza Gioberti, in piazza Angelico Zanetti, in piazza IV Novembre, in Cattedrale e fa poi ritorno nella chiesa di Santa Croce. In ogni sosta il coro di Bosa intona le strofe del Miserere e dello Stabat Mater.

### Mercoledì Santo
Il Mercoledì santo è una delle diverse giornate dedicate alle confessioni nelle parrocchie della città. Si iniziano a preparare gli altari della reposizione in varie chiese della città e nella chiesa Cattedrale viene celebrato il penitenziale prima delle donne e poi dei giovani e degli uomini. La notte, nella Chiesa del Carmelo, a cura della confraternita Santa Croce ha luogo lo "Stabat Mater", un momento di preghiera con diverse letture e canti della passione eseguiti da diversi cori presenti.

### Venerdì Santo
Il venerdì santo (in sardo “Chenabura Santa”) vengono celebrate le due grandi paraliturgie: s’incravamentu (letteralmente “inchiodamento”) e s’iscravamentu (letteralmente “schiodamento”). La sera antecedente il venerdì, il Cristo viene crocifisso nel silenzio della sagrestia, alla presenza di poche persone. Al mattino, intorno alle ore 11 (come da antica tradizione), i fedeli si dirigono processionalmente dalla chiesa del Carmelo verso la chiesa Cattedrale con il Cristo crocifisso, portato dalla confraternita di S. Croce, posto sotto un baldacchino nero e velato da un pizzo in filet violaceo con i simboli della passione. A mezzogiorno, in Cattedrale, ha luogo l’innalzamento della croce (s’icravamentu) con il sermone del predicatore e la pubblica venerazione del simulacro da parte dei fedeli convenuti.
Di sera avviene, invece, avviene la deposizione dalla croce (s’iscravamentu), seguita dal rientro nella chiesa del Carmelo delle statue, quella del Cristo nella lettiga; quella della Vergine addolorata e della Maddalena.

## Santu Lussurgiu
Le paraliturgie della Settimana Santa di Santu Lussurgiu sono organizzate dalle quattro confraternite del paese: la confraternita del Rosario (su Rosariu), la confraternita di Santa Croce (Santa Rughe), la confraternita del Carmine (Su Carmene) e la confraternita dell’Addolorata (Sette Dolores). Si tratta di complesse cerimonie rituali in più giorni e luoghi che sono scandite dal canto a cuncordu, pratica di canto trasmessa oralmente a quattro parti realizzate da quattro esecutori specializzati all’interno dell’ambiente confraternale.

### Domenica Delle Palme
Con la Domenica delle Palme iniziano i riti della Settimana Santa con la benedizione e distribuzione al popolo delle palme lavorate e dei rametti di ulivo. Il rito è celebrato nella chiesa parrocchiale e prevede un percorso processionale all'esterno. La Santa Messa è accompagnata dal canto affidato a Su Cuncordu ‘e Santa Rughe.

### Martedì Santo
Nella chiesa di Santa Croce l’omonima confraternita organizza la rappresentazione de Su Nazarenu (il Cristo alla colonna), una via Crucis per le vie del centro storico di Santu Lussurgiu. L’intero rituale è scandito dal canto del Miserere e de sa Novena che vengono eseguiti da Su Cuncordu ‘e Santa Rughe.

### Giovedì Santo - S'Incravamentu
Nel pomeriggio si celebra, nella chiesa di San Pietro, la Messa in Coena Domine (detta sa Missa ‘e Gloria) che prevede la rievocazione dell’Ultima Cena di Cristo e della “lavanda dei piedi”. Viene imbandita sa tavula con dei cibi cui si associano significati simbolici (arance, pesci, carciofi, pane e vino): ad essa siedono i dodici confratelli scelti fra i membri delle quattro confraternite per rappresentare gli apostoli. In serata, dalla chiesa di Santa Maria degli Angeli (Su Cunventu), si avvia la processione con il Cristo crocefisso preparato la sera prima, portato dai confratelli de su Rosariu, il simulacro della Madonna Addolorata, trasportato dalla Confraternita del Carmine, i membri di tutte e quattro le confraternite ed il clero. Il corteo è segnato dal canto de Su Cuncordu ‘e su Rosariu che intona vari versetti del Miserere fermando la marcia in punti prestabiliti del tracciato. Arrivati nella chiesa parrocchiale, i confratelli del Rosario innalzano ritualmente il crocefisso al centro dell’altare. Le intonazioni del Miserere si alternano a quelle della Novena, lasciando spazio ad interventi di un frate predicatore che spiega la simbologia dell’evento rituale nella prospettiva del dogma cattolico.

### Venerdì Santo - S'Iscravamentu
Il Venerdì Santo è il giorno principale de sa Chida Santa (e per molti aspetti dell’intero ciclo festivo dell’anno lussurgese), imperniato sulla cerimonia de s’iscravamentu (lo schiodamento, cioè la rievocazione della deposizione) e sulla simbolica alternanza fra canto del Miserere e de Sa Novena proposta da su Cuncordu ‘e su Rosariu. Al pomeriggio, in su cunventu, i confratelli de su Rosariu designati preparano la lettiga dove verrà deposto il Cristo per essere portato in processione e gli altri elementi simbolici necessari per il rito (tra cui la lunga fascia bianca che verrà utilizzata per far discendere la statua dalla croce che necessita di una particolare piegatura). Quindi, sul far della sera, i membri delle quattro confraternite, nell’abito rituale, si ritrovano nella stessa chiesa da dove si avvia una processione, sonorizzata da versi del Miserere realizzati da su Cuncordu ‘e su Rosariu, che trasporta la lettiga e gli altri elementi verso la chiesa parrocchiale. Entrato in chiesa il corteo, su Cuncordu si dispone ai piedi del Cristo crocefisso e intona una strofa della Novena (A pes de s’agonizzante) simbolicamente rivolgendosi all’Addolorata, la cui statua è rimasta dalla cerimonia del giorno precedente, a destra ai piedi della Croce. Quattro confratelli de su Rosariu incaricati di compiere la cerimonia salgono su delle scale per procedere materialmente alla deposizione della statua. Uno di loro resta sotto la croce e ha il compito di “presentare” alla Madonna Addolorata i chiodi che vengono levati dalla statua del Cristo. Alternando ancora Miserere e Novena, secondo una sequenza rigorosamente prevista, il canto de su Cuncordu ‘e su Rosariu si alterna con una nuova omelia del frate predicatore. Al termine, posta la statua del Cristo nella lettiga, si dà avvio ad una nuova processione verso la chiesa di Santa Maria degli Angeli, con il Cristo Morto, l’Addolorata e tutti i simboli della Passione, le quattro confraternite ed il canto dei vari versetti del Miserere de Su Cuncordu ‘e su Rosariu. Giunti in chiesa il Cristo Morto e la Madonna restano esposti per l’adorazione dei fedeli. Nella notte tutti i cantori del paese, confratelli e non, si ritrovano nella sagrestia de su cunventu per intonare i brani del repertorio tradizionale del paese: fino a mezzanotte vengono intonati i brani sacri, poi si intercalano anche quelli profani.

### Sabato Santo
Vengono preparati i simulacri della Madonna e del Cristo Risorto: la prima ha un vestito azzurro e sul capo una coroncina d’argento, con un velo nero che sul capo. Il Cristo Risorto ha sul capo una ghirlanda di fiori con un velo bianco. Entrambi i veli verranno tolti l’indomani, al momento della cerimonia de S’Incontru. Poi a mezzanotte si fa la benedizione dell'acqua e del fuoco e si celebra la Messa Solenne di Resurrezione.

### Domenica di Pasqua
La cerimonia de S’Incontru propone il tema dell'incontro di Cristo Risorto con la Madonna non previsto dalle sacre scritture, ma ricorrente nella paraliturgie della Sardegna e di altre regioni. La confraternita de Santa Rughe – trasportando la statua della Madonna – seguita da su Rosariu e su Carmene, dà vita ad una processione fino alla piazza davanti alla chiesa parrocchiale mentre sa cunfraria de Sette Dolores con la statua del Cristo risorto, esce dalla chiesa. Le statue vengono fatte incontrare al centro della piazza, e dopo che vengono levati i veli, sono portate trionfalmente dentro la chiesa, il tutto al suono incessante delle campane (alligrizios de Pasca). Segue la celebrazione della Messa Solenne accompagnata da su Cuncordu ‘e su Rosariu.

## Cagliari
A Cagliari i vari riti sono curati dalle Confraternite della Solitudine, del Santissimo Crocifisso (entrambe di Villanova) e dalla Confraternita del Gonfalone (di Stampace). Ciascun rito è accompagnato dalle voci dei cantori e dei confratelli, con esecuzioni in falso bordone. I canti, tramandati oralmente, hanno per tema la passione di Cristo e si basano su antichi testi attribuiti a diversi autori, tra cui il Metastasio e sant'Alfonso Maria de Liguori. Alcuni di questi testi si trovano nel Manuale di Filotea di Giuseppe Riva.

### Venerdì di Passione
L'ultimo venerdì di Quaresima, quello che precede la domenica delle Palme, si svolge la Processione dei Misteri (Is Misterius) organizzata dalla confraternita del Santissimo Crocifisso; is Misterius sono sette simulacri lignei, opera dello scultore Giuseppe Antonio Lonis (XVIII secolo), che rappresentano Gesù in preghiera al Getsemani, Gesù preso in arresto, Gesù alla colonna della flagellazione, Gesù schernito, Gesù caricato della croce, Gesù sotto la croce, Gesù crocifisso e la Madonna addolorata. La processione, annunciata dal suono dei tamburi, esce intorno alle 16 dall'Oratorio del Santissimo Crocifisso, in piazza San Giacomo, e si snoda per le strade del centro storico, facendo tappa in sette chiese. In ciascuna chiesa entra uno dei sei simulacri di Gesù, insieme all'Addolorata, e si svolge una breve predica sul momento della passione che la statua rappresenta. Le chiese toccate dalla processione sono San Giovanni, Sant'Anna, Sant'Efisio, San Sepolcro, Sant'Antonio, San Domenico e San Giacomo (tuttavia, di anno in anno, il percorso può variare leggermente e interessare anche altre chiese).

### Domenica delle Palme
A mezzogiorno nella chiesa di San Giovanni, oratorio della Confraternita della Solitudine, si svolge la rimozione del grande Crocifisso ligneo seicentesco (detto su monumentu per la sua imponenza) dal suo altare laterale, per essere preparato alla processione del venerdì Santo. L'imponente statua, di foggia spagnola, ha le braccia snodabili per poter essere usata nei riti de s'Incravamentu e de s'Iscravamentu.

### Martedì Santo
Si svolge la seconda processione dei Misteri, questa organizzata ad opera della Congregazione Mariana degli Artieri di San Michele. Altri sette simulacri, anch'essi opera del Lonis, vengono portati in spalla dai confratelli. Le modalità di svolgimento della processione sono identiche a quella del venerdì precedente, cambia solo il percorso e alcune tappe: intorno alle 15 la processione parte dalla chiesa barocca di San Michele, dove sono custoditi i simulacri, tocca le chiese di Sant'Anna, della Vergine della Pietà, la Cattedrale, San Giacomo, Sant'Agostino, Sant'Efisio per tornare infine a San Michele (come per i Misteri del venerdì precedente, il percorso della processione non è del tutto identico ogni anno). La processione dei Misteri di San Michele è stata ripristinata nel 2005 (non si era più svolta nei precedenti 42 anni).

### Mercoledì Santo
Nell'Oratorio del Santissimo Crocifisso, ad opera delle consorelle della Confraternita del Santissimo Crocifisso, si svolge la vestizione in abiti di lutto del simulacro dell'Addolorata.

### Giovedì Santo
Le due confraternite di Villanova mettono in atto nei rispettivi oratori il rito de s'incravamentu: i confratelli inchiodano alla croce i due simulacri del Crocifisso (su monumentu per la Confraternita della Solitudine) e li predispongono per l'adorazione, circondandoli di fiori e di vasetti con su nenniri (germogli di grano fatti crescere al buio, dal caratteristico colore giallo verdino, che vengono utilizzati in tutte le chiese della Sardegna per adornare gli altari della reposizione la sera del giovedì Santo).
La sera, dopo la messa in Coena Domini, si svolge la tradizionale processione della Visita alle sette chiese, a cura della Confraternita del Gonfalone: partendo dalla chiesa stampacina di Sant'Efisio (oratorio della confraternita), la statua del santo, col pennacchio nero sull'elmo in segno di lutto, viene portata processionalmente in sette chiese, in cui ci si sofferma per la visita ai sepolcri (gli altari della reposizione, dove viene custodito il Santissimo dalla fine della messa del giovedì sera sino all'Azione liturgica del venerdì).

### Venerdì Santo
Si svolgono tre processioni del Cristo morto, curate una dalla Confraternita della Solitudine, una dalla Confraternita Santissimo Crocifisso e l'ultima dalla Confraternita del Gonfalone, in cui viene rappresentato il funerale di Gesù. La prima parte intorno alle 13 dall'Oratorio della Solitudine per condurre su monumentu a la statua dell'Addolorata in Cattedrale, dove giunge intorno alle 15. Poco dopo dalla Cattedrale parte una processione che riporta l'Addolorata in San Giovanni. Intorno alle 16 inizia la processione curata dalla Confraternita del Santissimo Crocifisso; dall'omonimo oratorio i confratelli e le consorelle portano il Crocifisso e l'Addolorata verso la chiesa di San Lucifero. L'ultima processione, alla luce delle fiaccole, parte dalla chiesa di Sant'Efisio intorno alle 20 e trenta per ritornarvi dopo un breve percorso per le strade di Stampace; a differenza delle prime due processioni, che recano il simulacro di Cristo ancora inchiodato alla croce, la processione serale porta una statua del Cristo morto già adagiato su di una lettiga (lettera in sardo).

### Sabato Santo
La mattina si svolgono i riti de su scravamentu che rappresentano la deposizione di Cristo dalla croce, alle 8 e trenta in San Lucifero, in Cattedrale alle 10. Nel pomeriggio partono dagli oratori di Villanova le due processioni con la statua dell'Addolorata che si recano a riprendere le statue di Cristo morto, deposto sulla lettiga, per ricondurli nei rispettivi oratori.

### Domenica di Pasqua
La mattina di Pasqua anche a Cagliari si svolge il tradizionale rito de s'Incontru. A Villanova le due processioni recanti la statua del Risorto e della Madonna, arrivando da opposte direzioni, si congiungono nella via Garibaldi per poi recarsi verso la vicina Collegiata di San Giacomo, dove a mezzogiorno viene celebrata la messa solenne. Analogo rito si svolge a Stampace, curato dalla Confraternita del Gonfalone; in questo caso s'Incontru avviene nel corso Vittorio Emanuele.

## Castelsardo

### Riti precedenti la Settimana Santa
A Castelsardo i riti della Settimana Santa iniziano il sabato precedente la domenica delle palme.
Si organizza una processione che trasporta un crocifisso dalla cattedrale alla chiesa di Santa Maria con i cori della confraternita che eseguono Miserere e salmi responsoriali.
Arrivato in chiesa, il Cristo è poggiato in terra mentre viene eseguito lo Stabba seguito dalla folla in silenzio prima di riprendere la funzione.

### Domenica delle Palme
A Castelsardo è importante anche in vista Lunissanti. Innanzitutto vi è il confronto tra le varie famiglie degli intrecci delle palme e in seguito i confratelli provano i tre cori (Stabba, Jesu e Miserere) da eseguire nel giorno dei misteri e vengono scelti i loro componenti che sono quattro per ogni coro: bassu, contra, bogi e falzittu.

### Lunissanti
Il lunedì Santo detto Lunissanti è il giorno più importante della Settimana Santa castellanese.
Contrariamente alla maggior parte dei riti pasquali della Sardegna è questo il giorno dei misteri.
I confratelli si ritrovano tutti alle sette del mattino a Santa Maria per indossare le proprie divise.
Scelti i portatori, divisi in tre gruppi che sfileranno a capo coperto, e coloro che effettueranno il coro stesso più un altro elemento a capo scoperto che aprirà il gruppo iniziano le processioni: prima da Santa Maria alla Cattedrale, poi dalla Cattedrale al piccolo paese di Tergu e infine dopo il ritorno a Castelsardo, i vari gruppi girano per la città fino a mezzanotte.
Per la messa del Lunissanti i confratelli si siedono nei primi posti della chiesa, l'ordine che prendono verrà rispettato per tutto il giorno. Prima della distribuzione dei misteri, viene eseguito in onore della Vergine patrona il Salve Regina.
Distribuiti i Misteri inizia la processione aperta dal primo confratello a capo scoperto che porta un teschio umano in un vassoio (Lu cabbu di lu moltu), simbolo del passaggio di una cerimonia funebre, e dal coro del Miserere. A questi seguono i primi confratelli incappucciati portatori dei misteri: il calice dell'ultima cena (lu caligiu), il guanto (la guanta) segno dello schiaffo ricevuto da Cristo, una collana (l'acciotti) segno della corda e dell'incatenamento di Gesù, la colonna (la culunna) del flagellamento, il flagello (lu disciplini) che viene fatto sbattere su una gamba per produrre rumore e a chiudere la corona (la curona) del re dei Giudei.
Dopo la corona è il momento del coro più prestigioso: quello dello Stabba. Anche questo gruppo è aperto da un confratello a volto scoperto che porta l'Ecce Homo (la pieddai) e il coro è seguito da altri quattro misteri: la croce (la Crogi) non troppo grande portata in spalla da un confratello, la scala (la Scala) anch'essa portata in spalla, martello incrociato a una tenaglia (Malteddu e Tinaglia) e chiude il confratello che porta la spugna e la lancia (Spugna e Lancia) usate per abbeverare Cristo.
L'ultimo coro, quello dello Jesu, è contraddistinto da un unico mistero: un confratello che porta una croce.
Prima della sosta per il pranzo a Tergu, quando i misteri vengono consegnati e mostrati alla Vergine Maria, viene effettuato un particolare canto denominato Attittu, un lamento funebre, eseguito dai 3 cori insieme. La sera, in una Castelsardo illuminata solo dal fuoco di alcune fiaccole, termina con la messa la processione. In quest'ultima messa i confratelli intonano il De profundis per i confratelli morti.

### Giovedì Santo
Viene effettuata La Prucissioni, un'imponente processione con un crocifisso e la Madonna Addolorata. Vengono eseguiti da confratelli diversi rispetto a quelli del lunedì, lo Stabba e il Miserere e le soste sono decisamente inferiori a quelle del Lunissanti. La Vergine reca un pugnale che le trafigge il cuore e viene portata nella chiesa per l'adorazione dei sepolcri.

### Venerdì Santo
Dopo il trasporto Mattutino e in forma privata del Cristo, la sera viene effettuata la processione con i cori che cantano dei Miserere con registri diversi e con degli andamenti rapidi (fugghi fugghiendi) così come la celebrazione della Passione del Signore, molto veloce e senza la celebrazione eucaristica.

### Sabato Santo
Si benedice l'acqua, il cero e il fuoco e si proclama alla mezzanotte il Cristo risorto con l'ausilio dei cori della confraternita.

### Domenica di Pasqua
Si celebra l'incontro tra il Cristo risorto e la Madonna accompagnato naturalmente dai cori della confraternita.

## Cuglieri
Durante i venerdì di quaresima le confraternite escono a turno in via crucis.
Il venerdì prima della Domenica delle palme l'arciconfraternita del Convento esce con l'Addolorata. La domenica delle Palme si svolge una processione e una messa nella basilica, gestita dalla confraternita del Santo Rosario. Il giovedì santo i riti iniziano con la celebrazione della messa in Coena Domini, seguita dalla processione de Sas Chilcas, ovvero la ricerca di Gesù per le vie del paese e nelle chiese dove sono stati allestiti i sepolcri. I cantori di Cuglieri cantano lo Stabat Mater "semplice". Il venerdì santo si svolge S'Incravamentu nella chiesa di Convento, seguita dalla processione del penitente con la contrarughe, e una processione dalla chiesa di Convento del Cristo Crocifisso. La sera si svolge un'altra processione con l'Addolorata e il trasporto della lettiga nella basilica con la predica de S'Iscravamentu. I cantori di Cuglieri eseguono il Miserere e lo Stabat Mater "sequentia". Il sabato santo, di mattina, si tiene la visita ai sepolcri (via crucis) delle confraternite: "Sas Chilcas". La domenica di Pasqua si tiene una processione con la statua del Cristo Risorto e della Madonna dalla chiesa di Santa Croce alla basilica; nella basilica si celebra la messa e avviene S'incontru. Finita la messa benedizione della violette e processione dalla basilica alla chiesa di Santa Croce.

## Desulo
La domenica delle Palme a Desulo si svolge la caratteristica processione de sas prammas (delle palme), con le donne che indossano i coloratissimi costumi tradizionali e recano in mano
palme intrecciate.
Il venerdì santo si effettua, presso la parrocchiale di Sant'Antonio Abate, il rito de "s'iscravamentu "con relativa processione del Cristo morto. La processione, una lunga fiaccolata notturna, parte dalla parrocchiale e va verso la chiesa di Santa Croce, dove il Cristo morto viene deposto col suo letto sotto i piedi dell'altare. I fedeli poi passano a turno per salutare il Cristo e tutti, (caso mai osservato in altra parte) depongono all'interno del letto del Cristo un'offerta in denaro.

## Domusnovas
A Domusnovas i Riti della Settimana Santa sono organizzati dalla Confraternita della Madonna Addolorata.

### Giovedì antecedente la Settimana Santa
Le funzioni iniziano la sera del giovedì che antecede la domenica delle Palme con la vestizione a lutto della Vergine Addolorata.

### Venerdì antecedente la Settimana Santa
Il venerdì che antecede la domenica delle Palme intorno alle 18 si svolge la processione sa mamma chi circara su fillu. In questa processione la Vergine Addolorata, scortata dalla Confraternita e dai Babballottis (fedeli vesti con una tunica bianca e cappuccio), percorre le strade alla ricerca del Figlio.

### Venerdì Santo
Il venerdì Santo alle 9 del mattino dalla chiesa della Beata Vergine Assunta il simulcro dell'Ecce Homo accompagnato dalle guardie romane, dalla Veronica e dalla Confraternita si avvia verso la chiesa di Santa Barbara. Da qui parte la processione del Crocifero, il monumentale Cristo caricato della Croce seguito dall'Addolorata, portato in spalla da 16 uomini.
La sera del venerdì Santo alle 21 nella chiesa dell'Assunta si svolge il Rito de Su Scravamentu seguito da una fiaccolata per le vie del centro.

### Domenica di Pasqua
La domenica di Pasqua alle 11 nella piazza Matteotti avviene S'Incontru. Quando la Vergine incontra il proprio Figlio Risorto le viene tolto il velo del lutto e fatto indossare il velo azzurro, mentre il suono delle campane a feste e i colpi a salve dei fucili annunciano la Pasqua.

## Iglesias
La Settimana Santa ad Iglesias è curata dall'Arciconfraternita del Santo MontePagina di Benvenuto - Arciconfraternita Santo Monte Iglesias, nata intorno alla metà del Cinquecento e che ha fra le sue attività l'assistenza ai poveri in varie forme: assistenza fisica (fino al 1500 con l'Ospedale di San Michele), assistenza morale (i condannati a morte fino al 1850) e assistenza materiale (ancora oggi, nei limiti delle possibilità della confraternita).
Dal 1600 in poi le attività di culto sono i Riti della Settimana Santa ad Iglesias.

### Domenica delle Palme
La domenica delle Palme segue in tutte le parrocchie la normale liturgia.
Tradizionalmente, il Vescovo di Iglesias si reca a metà mattina nella Chiesa di San Francesco per la benedizione delle Palme, e da qui ci si reca in processione nella vicina Cattedrale di Santa Chiara per la solenne Celebrazione Liturgica.

### Martedì Santo
Nella sera del martedì Santo si tiene la Processione dei Misteri. Dalla Chiesa di San Michele (sede dell'Arciconfraternita e punto di partenza e di arrivo di molti dei riti della Settimana Santa Iglesiente) esce la Croce della confraternita, l'Associazione del Santissimo Sacramento (unica associazione femminile che partecipa ai riti), seguita dai 7 simulacri (portati a spalla dagli iglesienti con l'abito da Baballottis) che rappresentano la passione di Gesù: L'orto degli ulivi, La Cattura, La Flagellazione, L'Ecce Homo, La salita al Calvario, La Crocifissione, e infine los Hermanos, i Germani, ossia i componenti dell'Arciconfraternita precedono il simulacro dell'Addolorata.
La processione si snoda nelle vie di Iglesias, facendo due soste: poco dopo la partenza, nella Cattedrale di Santa Chiara per la predica della Passione, e al rientro in San Francesco, per la predica per l'Addolorata.

### Mercoledì Santo
Nella Chiesa di San Michele viene celebrata una messa molto sentita e attesa dalla popolazione, al termine della quale vengono distribuiti ai fedeli i ramoscelli di ulivo e i fiori che componevano il simulacro di Gesù nell'Orto degli Ulivi.

### Giovedì Santo

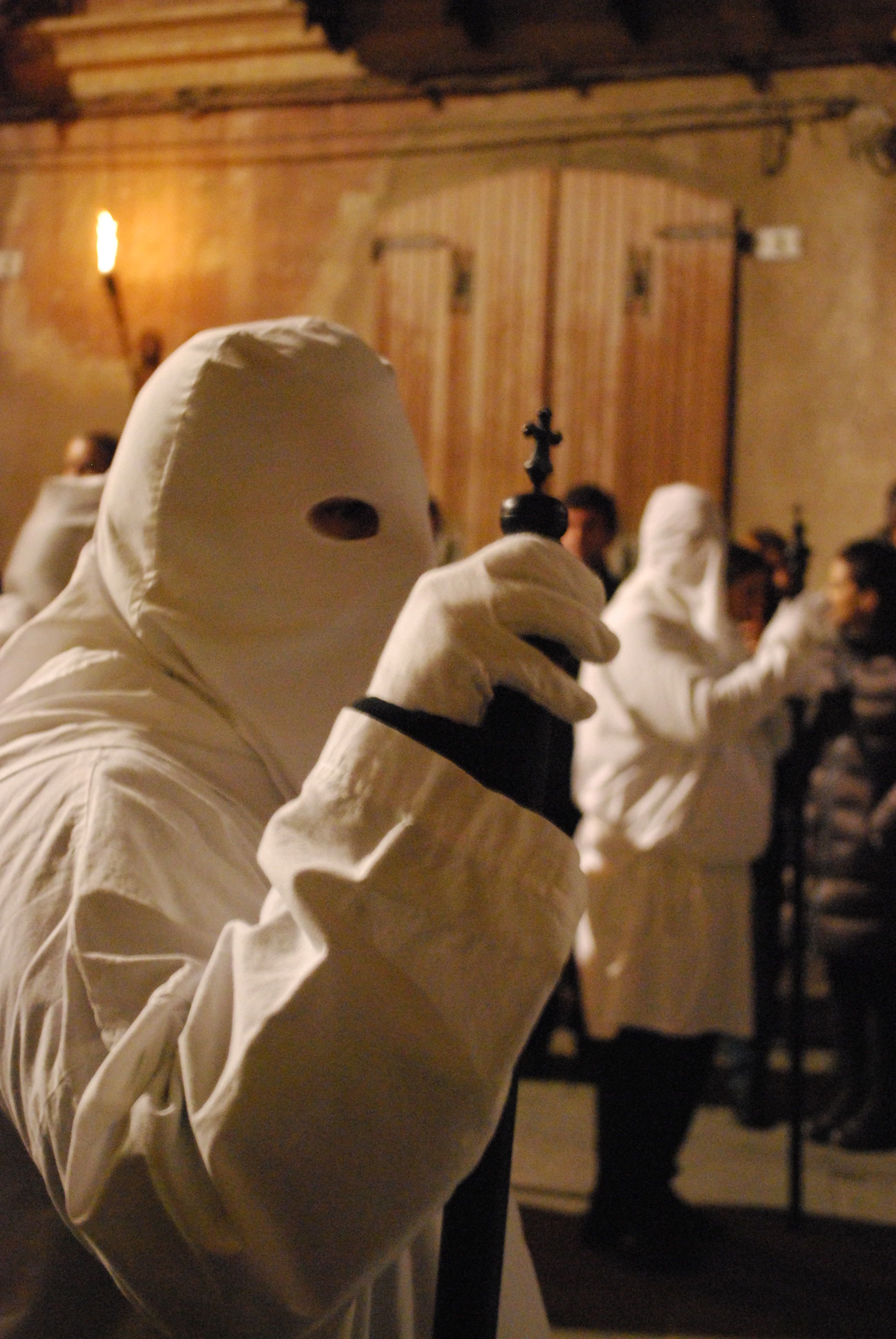
Baballotti

Dopo il tramonto, dalla Chiesa di San Michele ha inizio la Processione dell'Addolorata.
La Processione, il cui arrivo è annunciato dal suono dei Matracconis suonati da giovani iglesienti, vede all'inizio il Tamburo, suonato con un particolare ritmo tradizionale, la cui origine si perde negli anni, seguito dalla Croce dell'Arciconfraternita. Subito dopo la Croce è la volta dei bambini, di entrambi i sessi, fino ai 12-13 anni di età, vestiti con l'abito tradizionale dei Baballottis, e dell'Associazione del Santissimo Sacramento. Poi è la volta della Banda Musicale G. Verdi di Iglesias, che accompagna il rito con antiche marce funebri, seguiti dai giovani iglesienti con l'abito dei Babbalottis. Infine il simulacro dell'Addolorata, accompagnata e preceduta come sempre dai confratelli del Santo Monte.
Questa processione si snoda per le vie del centro storico, e ad ogni Chiesa in cui è allestito un Altare della Deposizione addobbato con i tradizionali Nenniris (vasi di germogli di grano cresciuti al buio) si ferma per permettere l'ingresso nella Chiesa della Croce della confraternita, della croce dell'Associazione del Santissimo Sacramento e del simulacro dell'Addolorata con i Germani.
Anche gli iglesienti in questa serata compiono la visita alle Chiese del centro storico.
Negli anni passati, fino agli anni settanta, vi erano diverse processioni in questa giornata, ognuna organizzata dalle varie Confraternite di Iglesias, che effettuavano la tradizionale visita alle Chiese. Con la scomparsa di dette Confraternite, tale tradizione purtroppo è andata persa.

### Venerdì Santo
Il venerdì mattina, dalla Chiesa di San Michele, ha inizio la Processione del Monte, che ricorda la salita di Gesù al Calvario.
È la processione dei bambini, presenti in gran numero con l'abito tradizionale dei Babalottis, che in questa processione portano in spalla delle piccole croci nere ad imitare Gesù che porta la Croce. La processione è molto simile a quella del giovedì Santo: i Matracconis in testa, seguiti dal tamburo e dalla Croce dell'Arciconfraternita. Poi, come detto, i piccoli Babbalottis Iglesienti, seguiti dall'Associazione del Santissimo Sacramento. Dopo vi sono i simulacri di Gesù che sale al Calvario e quello dell'Addolorata, come sempre accompagnata dai Confratelli del Santo Monte.
Anche in questa processione si compie la visita alle Chiese del centro storico, ma il percorso è un po' diverso rispetto a quello delle altre processioni, perché in parte si snoda nella parte "alta" del centro storico.
Il venerdì sera è la volta della processione più antica e più attesa da tutti gli iglesienti: la Processione del Descenso.
Dopo il tramonto, l'inizio della processione è come gli altri giorni: In testa i Matracconis, poi il tamburo e la Croce dell'Arciconfraternita, i piccoli Babbalottis, l'Associazione del Santissimo Sacramento e la Banda Musicale G. Verdi di Iglesias. Comincia poi la parte "storica" della processione: is Vexillas, due grandi drappi dipinti che raccontano i momenti salienti della passione di Gesù, seguiti da "Is Varonis" Giuseppe D'Arimatea e Nicodemo, che portano tra le mani il martello e le pinze serviti per deporre Gesù morto dalla Croce. Dietro di loro due servi, anonimi, che portano in spalla le scale per la deposizione, seguiti dalla Maddalena e San Giovanni, entrambi impersonati da due bambini maschi. Infine la Lettiga nel quale è deposto un bellissimo simulacro ligneo del Gesù morto, seguita dalla Addolorata preceduta dai Germani come in tutte le processioni, che porta stretta nel petto la corona di spine del Figlio. Ancora dietro, la grande Croce nera portata dai penitenti.

### Sabato Santo
La Chiesa di San Michele rimane aperta ai fedeli per l'Adorazione al Gesù morto.
In tarda serata, nella piazza del Municipio viene acceso un braciere, che darà inizio alle celebrazioni della Pasqua. Il Vescovo di Iglesias benedirà il fuoco col quale verrà acceso il Cero Pasquale, che verrà poi portato nella Cattedrale di Santa Chiara per la celebrazione della Veglia Pasquale. Durante la Veglia il simulacro del Cristo Risorto, portato in forma privata dalla Chiesa di San Giuseppe in Cattedrale, farà il suo solenne ingresso al canto del Gloria.

### Domenica di Pasqua
La mattina di Pasqua, dalla Chiesa di San Giuseppe e dalla Cattedrale di Santa Chiara partono due processioni, la prima con la Madonna, accompagnata dalla Banda G. Verdi di Iglesias, la seconda con Gesù Risorto. Le due processioni seguiranno percorsi diversi per poi arrivare nella piazza Sella, all'incrocio con corso Matteotti. Qui avverrà S'Incontru: le antiche Croci della Confraternita di San Giuseppe (oramai non più esistente) prima, e i due simulacri poi, si saluteranno per tre volte al segnale dato da una bandierina al centro del percorso.
Dopo il terzo saluto, l'applauso della folla e le musiche festanti della Banda accompagneranno i due simulacri nella Cattedrale di Santa Chiara con un'unica processione.

## Mamoiada
Mamoiada nel periodo di Hida Santa (Settimana Santa) rivive ogni anno il dramma della Croce con una tipica rappresentazione, altri tempi ancora più partecipata e con un’organizzazione imponente curata dalla confraternita detta “sos Crofarios”. L’inizio delle celebrazioni è la domenica delle Palme ma è col Giovedì Santo che si entra nel vivo della Passione di Gesù Cristo. Durante la processione che seguiva alla funzione del “lavabis”, Sa irha (la ricerca), la confraternita de sos crofarios era solita cantare “Sos Uffissios”. La processione partiva da un punto determinato e andava a toccare tutte le chiese di Mamoiada. Il giorno seguente veniva fatto il percorso inverso. Al ritorno nella chiesa parrocchiale dedicata alla B.V. Assunta (dove da sempre viene eseguito il rito) gli stessi componenti della confraternita ponevano Gesù Cristo sulla croce. A Mamoiada è una grande statua lignea del 1600 circa, con le braccia snodate, da poco restaurata e ritornata all’antico splendore. Questo rito veniva eseguito il Giovedì Santo e non il Venerdì come accade oggi, e nessuno vi poteva assistere; il crocefisso veniva coperto in modo tale che nessuno potesse vederlo fino al giorno de “S’iscravamentu” (la deposizione di Gesù dalla croce). In segno di lutto venivano coperte anche tutte le statue dei santi e la chiesa veniva chiusa fino alla ripresa delle attività religiose dell’indomani. La funzione più toccante di tutta la Settimana Santa è senz’altro quella de “s’iscravamentu”, il Venerdì Santo: una ricostruzione della morte del Nazzareno dove i partecipanti indossano abiti d’epoca, ma di teatrale non ha niente, la numerosa folla partecipa affascinata e commossa a questo rito suggestivo e drammatico. Ancora oggi è un motivo di profondo orgoglio in una famiglia se alcuni membri vengono chiamati per rappresentare i personaggi come sa Madalena, sas tres Marias, sos Zudeos, sos sordados, Santu Juvanne ecc. Il giorno de “S’iscravamentu” le tre Marie sono vestite completamente a lutto e stanno ad un lato della enorme croce con Gesù crocifisso; in piedi davanti a lui; ai lati sos Zudeos, i soldati, Santu Juavanne (San Giovanni) e gli angioletti, rappresentati da bambini piccoli. Una volta tolti i chiodi alle mani, ai piedi e la corona di spine il Cristo viene deposto dalla croce avvolto in un lenzuolo bianco e viene portato al cospetto delle “tre Marie” che intonano un canto straziante e commovente in sardo. Terminato il canto il Cristo viene pietosamente adagiato su una lettiga in legno cosparsa di erbe endemiche odorosissime e portato in processione verso il luogo della sepoltura (Chiesa di Santa Croce). Nei due giorni successivi le campane sono tacitate in segno di lutto. Per annunciare le celebrazioni fino a poco tempo fa venivano utilizzate “sas matraculas”, dei congegni fonici suonati per il paese dai chierichetti o dallo stesso sagrestano.
Le campane riprendono a suonare la domenica di Pasqua, normalmente alle undici; quel tocco di campane è detto “Su tohu ‘e gloria”, che annunzia la resurrezione di Cristo, e con la cerimonia particolare de “S’incontru” si assiste, appunto, all’incontro del Cristo risorto con la Madonna, in piazza Santa Croce (episodio non riportato nei vangeli ma caro alla tradizione popolare). Le due statue lignee utilizzate ancora oggi per questo rito vengono portate in processione seguendo percorsi differenti: la statua della Madonna, parte dalla Chiesa di N.S. Di Loreto, dove è custodita tutto l’anno; quella del Cristo risorto esce dalla parrocchia B.V. Assunta. Al momento de “S’incontru” in piazza sos accantzadores in costume (ossia coloro che portano le statue) fanno fare loro tre inchini. Questi gesti simbolici sono salutati da centinaia di colpi a salve sparati dalla terrazze del paese in segno di gioia. Le “tre Marie” in questa occasione sono vestite completamente di bianco. Da questo momento in poi le due processioni, alle quali da qualche anno partecipano numerose donne e uomini in costume tradizionale, si uniscono per proseguire insieme verso la chiesa parrocchiale dove verrà celebrata la funzione religiosa.
Nonostante le profonde trasformazioni avvenute negli ultimi 50 anni, questa tradizione de sa Pasha Manna continua a rimanere viva.

## Oliena
La mattina di Pasqua si svolge la processione de S'incontru (l'incontro); due simulacri lignei rappresentanti il Cristo risorto e la Madonna vestita a festa, vengono fatti uscire, rispettivamente dalla chiesa di San Francesco e dalla chiesa di Santa Maria, in due distinte processioni che finiscono con l'incontrarsi, rappresentando appunto l'incontro del Risorto con la madre (episodio non riportato nei vangeli ma caro alla tradizione popolare).

## Oristano
Il lunedì santo dalla chiesa medievale di San Martino, ad opera della confraternita del Santissimo Nome di Gesù, parte la processione de is Misterios (i Misteri); sette simulacri lignei della passione di Cristo fanno sosta in altrettante chiese cittadine.

## Sassari

### Domenica delle Palme
Ad eccezione di alcuni particolari intrecci, a Sassari il cerimoniale rientra completamente nel cerimoniale tradizionale, con la rievocazione dell'entrata di Gesù a Gerusalemme, e dunque con la processione all'esterno della chiesa con i ramoscelli di ulivo e le palme in mano e la loro benedizione.

### Lunedì Santo
Anche il lunedì Santo segue la liturgia canonica e così viene letto durante la messa un brano del profeta Isaia che annuncia la scelta di colui che dovrà salvare l'umanità.

### Martedì Santo
La processione dei Misteri è una delle cerimonie per cui Sassari si distingue maggiormente.
È organizzata dalla confraternita omonima (sino al 1847 dalla gesuiti). Il rito ebbe origine nel 1685 grazie al lascito della nobile Maddalena Salvañolo che offrì una cospicua somma per far eseguire alcune statue rappresentanti le principali Stazioni della Via Crucis (destinate ai gesuiti del locale Seminario "Canopoleno") a cui poi furono subito aggiunti la Madonna Addolorata e il Crocefisso.
Nonostante le varie vicissitudini legate alla cacciata dei gesuiti nel 1848 e a successive questioni di proprietà affrontate dalle statue, oggi tranne il Gesù nell'orto, la Cattura di Gesù e la Veronica sono portati in processione i simulacri originali.
La processione parte oggi dalla chiesa della Sacra Famiglia dove i simulacri sono preparati. Apre il corteo un confratello col tamburo al seguito ci sono i confratelli adibiti a regolarizzare l'andamento del corteo anche per far riposare i portantini (li andadori) il cui simbolo è un bastone di due metri (lu rocciu) con una croce argentea nella sommità (ovvero una classica mazza da cerimonia peculiare di tutte le congregazioni di questo tipo) che muovono per dare il via o fermare il corteo. Prima dei simulacri veri e propri, un confratello con il capo e il volto coperto (lu pabarrottu) porta una croce con una stola bianca al quale sono attaccati i simboli della deposizione e Ultima Cena. È affiancato con 2 bambini con delle candele e un confratello con tamburo e, dietro di lui, vi è lo stendardo della Confraternita.
Allo stendardo segue il primo simulacro: Gesù nell'Orto, con il Cristo inginocchiato a pregare e lo sguardo rivolto verso il cielo.
Segue la cattura di Gesù e successivamente è rappresentato il Cristo flagellato sofferente e con le mani legate. Arriva dunque il momento del suggestivo Ecce Homo con la corona di spine, un bastone di canna come di scettro e un manto rosso.
Seguono poi le consorelle del Santissimo sacramento che si differenziano per un nastro rosso da quelle dei misteri.
Dietro di loro gli ultimi due misteri: la già citata Veronica e il baldacchino del Cristo in Croce.
Seguono i rappresentanti delle 3 confraternite cittadine e si odono lo Stabat Mater e il Miserere.
A chiudere l'Addolorata vestita a lutto e trafitta da sette pungali rappresentanti i Dolori.
Il corteo si chiude nella chiesa della Santissima Trinità. È presente la banda musicale (introduzione recente che altera lo spirito di silenzio e devozione di queste pratiche).

### Mercoledì Santo
Destinato alla seconda processione dei Misteri e, in particolare, a quella dell'Addolorata, organizzata dalla confraternita del Santissimo Sacramento. Parte dalla chiesa di San Domenico, e il simulacro non ha più i pugnali.
Sono presenti, come per i Misteri, la banda e tutte le confraternite che reggono stendardi rappresentanti l'Ecce Homo e Cristo nell'orto più un Gesù in Croce retto orizzontalmente da 3 confratelli. Dal 1993 i simulacri della Madonna e del Gesù crocifisso fanno tappa all'ospedale civile per essere omaggiati dai fedeli degenti.

### Giovedì Santo
A Sassari è abbastanza tradizionale, vengono benedetti gli oli e si effettua nella chiesa della Santissima Trinità la lavanda dei piedi a dei confratelli scelti. Durante la messa, dopo la comunione, le ostie consacrate e non utilizzate sono portate in un tabernacolo provvisorio adornato, dovrebbe simboleggiare la partenza di Gesù verso il monte degli ulivi.

### Venerdì Santo
Il cerimoniale parte con la messa fuggi fuggi che ricorda il rapido processo e condanna di Gesù, le confraternite (il venerdì Santo è affidato all'Arciconfraternita dei Servi di Maria) lavorano sin dal mattino per preparare i simulacri per la processione della sera.
La prima processione mattutina è guidata dal Crocifero (Pabarrottu) che porta una croce dal quale pende una stola bianca a ricordo della deposizione; segue un confratello con tamburo e rappresentanti delle confraternite. Al termine vi è il simulacro dell'Addolorata trafitta dai pugnali che cerca il sepolcro del Cristo con le pie donne.
Il cerimoniale di Discendimento è invece molto classico con l'adorazione della Croce e la deposizione del Cristo da parte di alcuni confratelli e la Via crucis per il centro storico dove il Cristo è seguito dall'Addolorata.

### Sabato Santo
Rientra nella liturgia canonica con la benedizione dell'acqua, del fuoco e del cero e si aspetta la mezzanotte suggellata da un liberatorio Gloria in Excelsis Deo.

### Domenica di Pasqua
Si celebra S'incontru (l'incontro) di Gesù con Maria con la confraternita dei Servi di Maria e la confraternita della Santa Croce.

## Documentari
- Giampiero Cubeddu, Paolo Sanna, (testi di Pietro Sassu), La Settimana santa a Castelsardo: Lu Lunissanti, 01, in Atti del Convegno "Rappresentazioni arcaiche della tradizione popolare", Editore: Rai, Viterbo 1981, Sardegna Digital Library[2].
- Giampiero Cubeddu, Paolo Sanna, (testi di Pietro Sassu), La Settimana Santa a Castelsardo: La Prucessioni e S'Iscravamentu, 02, in Atti del Convegno "Rappresentazioni arcaiche della tradizione popolare", Editore: Rai, Viterbo 1981, Sardegna Digital Library[3].